# Samuel Katarro
Samuel Katarro, pseudonimo di Alberto Mariotti (Pistoia, 1985), è un cantautore e chitarrista italiano.

## Biografia
Samuel Katarro inizia il suo percorso musicale nel 1999 esibendosi come chitarrista e cantante in alcuni gruppi della zona pistoiese, come Radio 85, Smirne e Korova.

### Samuel Katarro
Nel 2006 vince l'edizione annuale del Rock Contest organizzato da Controradio. Nel maggio 2007 registra una decina di brani, che andranno a costituire l'ossatura del suo primo album, ossia Beach Party, che viene pubblicato nel novembre 2008. Il disco è co-prodotto e mixato da Marco Fasolo dei Jennifer Gentle. Ha partecipato al Beyond Folk, con la direzione artistica di Ernesto De Pascale e ha aperto il concerto degli Heavy Trash di Jon Spencer a Firenze. Inoltre prende parte alla compilation-tributo ai Diaframma Il dono - Artisti vari reinterpretano i Diaframma con Diamante grezzo.
Nel 2009, in occasione del Meeting delle Etichette Indipendenti di Faenza, riceve il premio Fuori dal Mucchio per il "Miglior album d'esordio". Nel 2010 pubblica il suo secondo album The Halfduck Mystery (Trovarobato), registrato al Bunker di Rubiera e anticipato dal singolo Pop Skull. All'album ha collaborato anche Enrico Gabrielli. Il disco verrà recensito anche da Julian Cope sul suo sito.
Alla fine del 2010 prende parte alla compilation La leva cantautorale degli anni zero, CD doppio realizzato dal Club Tenco in collaborazione con Ala Bianca.
Nel 2012 ha pubblicato l'album live Live at the place, registrato il 18 novembre 2010 a Roma, data in cui ha suonato con la His Tragic Band al The Place.

### King of the Opera
Nel 2012 fonda il progetto King of the Opera, insieme a Wassilij Kropotkin (violino, chitarra elettrica e tastiere) e Simone Vassallo (batteria).
Subito il gruppo si esibisce al San Miguel Primavera Sound Festival di Barcellona, uno dei più importanti festival europei di musica alternativa. A questo segue un minitour che prevede date in Svizzera e Germania.
Il 12 novembre 2012 esce il terzo disco di Mariotti, il primo come King of the Opera, chiamato Nothing Outstanding (Trovarobato). Il disco è registrato a Milano, co-prodotto e mixato da Marco Olivi.

## Discografia (parziale)

### Discografia solista

#### Album in studio
- 2008 - Beach Party
- 2010 - The Halfduck Mystery

#### Album dal vivo
- 2012 - Live at the Place

#### Partecipazioni
- 2008 - AA.VV. Il dono - Artisti vari reinterpretano i Diaframma con il brano Diamante grezzo

### Discografia con King of the Opera

#### Album in studio
- 2012 - Nothing Outstanding
- 2016 - Pangos Sessions
- 2020 - Nowhere Blues